# Apeton
Apeton – wieś w Anglii, w hrabstwie Staffordshire. Leży 10 km na południowy zachód od miasta Stafford i 199 km na północny zachód od Londynu.